# 没落
| ウィキペディアには「没落」という見出しの百科事典記事はありません（タイトルに「没落」を含むページの一覧/「没落」で始まるページの一覧）。 代わりにウィクショナリーのページ「没落」が役に立つかもしれません。 |